# Asa Hutchinson
Pour les articles homonymes, voir Hutchinson.
William Asa Hutchinson II, né le 3 décembre 1950 à Bentonville (Arkansas), est un homme politique américain, membre du Parti républicain et gouverneur de l'Arkansas de 2015 à 2023.
Il annonce, en avril 2023, sa candidature aux primaires républicaines pour l'élection présidentielle de 2024. Il suspend sa candidature après le caucus de l’Iowa, il apporte son soutien à Nikki Haley.

## Biographie
Asa Hutchinson est né à Bentonville, dans le nord-ouest de l'Arkansas, le 3 décembre 1950. Il est le fils de Coral Virginia (Mount) Hutchinson (1912-1998) et de John Malcolm Hutchinson Sr. (1907-1991). Il est le frère de l'homme politique Tim Hutchinson.
Il obtient un baccalauréat de l'université Bob Jones à Greenville en Caroline du Sud en 1972, puis reçoit un J.D. de l'université de l'Arkansas à Fayetteville en 1975.

## Carrière
Il est représentant de l'Arkansas au Congrès des États-Unis entre 1997 et 2001, puis administrateur de la Drug Enforcement Administration entre 2001 et 2003. Le 7 novembre 2006, avec 41 % des voix, il est battu pour le poste de gouverneur de l'Arkansas contre le Démocrate Mike Beebe (55 % des voix). Il ne se représente pas en 2010, qui voit la réélection de Mike Beebe pour son second et dernier mandat (l'Arkansas ne permet pas plus de deux mandats consécutifs comme gouverneur). Le 4 novembre 2014, Asa Hutchinson est élu gouverneur de l'Arkansas par 55,44 % des voix face au candidat démocrate Mike Ross qui n'obtient que 41,49 %. Il entre en fonction le 13 janvier 2015. Il est réélu le 6 novembre 2018 en obtenant 65,3 % des voix face au démocrate Jared Henderson.
Il signe en mars 2021 une loi interdisant l’avortement, y compris en cas de viol ou d’inceste. La seule exception prévue est pour « sauver la vie de la mère lors d’une urgence médicale ». La loi est contestée devant la Cour suprême.
Il se déclare candidat à la primaire du Parti républicain pour l'élection présidentielle de 2024 et appelle Donald Trump à se retirer. Il affirme qu'il ne soutiendrait pas l'ancien président à l'élection présidentielle si celui-ci était le vainqueur des primaires.
Le 16 janvier 2024, Asa Hutchinson, se retire des primaires présidentielles du Parti républicain de 2024.